# Maurice de Guérin
Georges Maurice de Guérin du Cayla, znany jako Maurice de Guérin (ur. 4 sierpnia 1810 w Langwedocji, zm. 19 lipca 1839 w Paryżu) – francuski poeta epoki romantyzmu, autor prozy poetyckiej stanowiącej zapowiedź rodzącego się pod koniec XIX wieku modernizmu oraz symbolizmu.
Był bliskim przyjacielem Jules’a Barbeya d’Aurevilly'ego oraz bratem pisarki Eugénie de Guérin. Jego twórczość wywarła wpływ na twórców takich jak Comte de Lautréamont czy Stanisław Przybyszewski. Z kolei sam Maurice de Guérin inspiracje czerpał z religijnego mistycyzmu François-René de Chateaubrianda oraz teorii modernité poétique Charles’a Baudelaire’a.
Zmarł na gruźlicę w wieku 29 lat.